# Шарлотт Індепенденс
Шарлотт Індепенденс (англ. Charlotte Independence) — американський футбольний клуб з Шарлотт, Північна Кароліна, заснований у 2014 році. Виступає в USL. Домашні матчі приймає на стадіоні «Спорткомплекс Метьюс» у Метьюсі, місткістю 2 300 глядачів.
Є фарм-клубом ФК «Колорадо Репідз» та виступає у Східній конференції USL.